# Dlhé Pole
Dlhé Pole (Hongaars: Trencsénhosszúmező) is een Slowaakse gemeente in de regio Žilina, en maakt deel uit van het district Žilina.
Dlhé Pole telt 1.989 inwoners.